# Друкарня Ставропігійського інституту

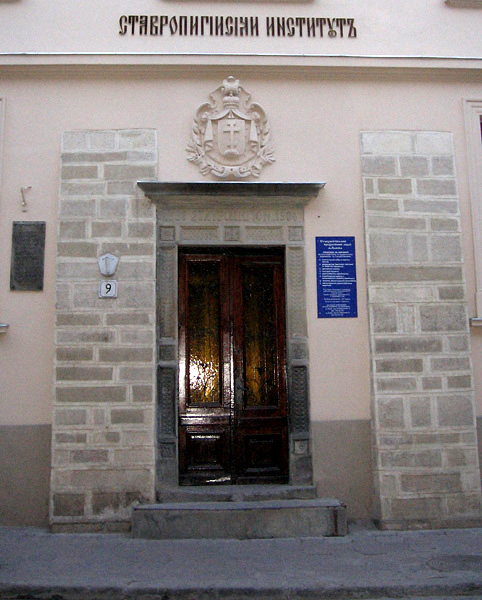
Будинок друкарні Ставропігійського братства (потім — інституту), де були надруковані, зокрема книги Івана Федоровича

Друкарня Ставропігійського інституту — друкарня, яка належала Львівському Успенському Ставропігійському братству, а пізніше — Ставропігійському інституту.
Львівська братська друкарня діяла з 1591 до 1780-х років, коли братство заборонено. Замість братства створено Ставропігійський інститут, якому почала належати друкарня. Працювала до 1939 року. Одна з найбільших друкарень на території України свого часу.
Будівля друкарні — пам'ятка архітектури й історії у Львові. Адреса: вулиця І. Федорова, 9 (в минулому — Бляхарська, 9).

## Історія

### Друкарня Успенського братства
Будинок побудований в 1580-х роках і потім кілька разів перебудовувався і реставрувався, остаточний вигляд набув в 1788. У цій будівлі першодрукар Іван Федорович створив перші у Львові книги. Львівське Успенське братство організувало тут свою школу та друкарню. 1589 року обладнання, яке належало Федоровичу, надійшло до братської друкарні, де дошки федоровських гравюр були у вжитку протягом XVII, XVIII і початку XIX ст. Додавши до федоровських верстатів деяке нове обладнання, Львівське братство у 1591 р. випустило свої перші видання.
У другій половині XVII і першій половині XVIII ст. друкарні Львівського Успенського Ставропігійського братства, заснованій ще 1591 р., довелося діяти в значно складніших умовах, ніж протягом попереднього періоду. Статус українського населення Львова, а тим самим і Львівського братства, залежав від змін політичної ситуації в Україні. 19 липня 1651 р., незабаром після поразки українського війська під Берестечком, польський король Ян II Казимир «подарував» учасникові цієї битви ротмістрові Станіславу Студзінському українські друкарні у Львові — братську і Михайла Сльозки разом з їх активами.
Якщо впродовж 1630—1648 рр. Ставропігія основну увагу зосереджувала на підготовці й випускові перших львівських видань богослужбових книг, то з середини XVII до 40-х років XVIII ст. в основному обмежувалася їх передруковуванням. Проте, як і раніше, до багатьох літургічних книг додавалися нові світські частини: присвяти різним особам і вірші на їхні герби, «епіграми» на герб Львівського братства, передмови, в яких є інформація про історичні події, ремінісценції з античної літератури тощо.
Значну частину видань братства становили навчальні книжки малого формату. Видавалися, зокрема, Букварі, скорочені Часослови, так звані «шкільні часовнички» (видання 1662, 1665, 1669, 1677, 1688, 1696, 1704, 1710, 1719, 1739 рр.) та інші книжки, за якими навчалися читати і писати. Більшість цих видань не збереглися і відомі тільки з архівних згадок.
На відміну від попереднього періоду, коли братство дбайливо виправляло текст книжок, у другій половині XVII і першій половині XVIII ст. більшість літургійних книг були механічними передруками старих видань «слово в слово», як це й застерігалося в контрактах з друкарями. Інколи, щоправда, вносилися деякі зміни, викликані бажанням здешевити книжку, щоб забезпечити кращий її збут. Так, в «Предмові до чителника» Требника 1695 р. вказувалося «потрудилисьмося охотне з великого Требника коротко що нужнійшого зобрати в малий компут для меншого твоєго в купованню кошту і для латвійшого вирозуміння в читанню».
Двічі намагався конкурувати з друкарнею братства львівський єпископ Йосиф (Шумлянський) у заснованій ним у монастирі Юра друкарні. 1687 р. тут видано україномовний посібник для священиків «Метрика…», а наступного року Псалтир із зазначенням імені друкаря — Василя Ставницького. Однак під тиском братства Шумлянський був змушений йому продати друкарню за 5 тис. золотих; сплативши 2400 грішми і 600 книжками, братчики залишилися ще винні 2000 зол. У 1700 р. у новій друкарні при церкві Юра кваліфікований друкар Йосиф Городецький випустив нотний Ірмологіон — перше набірне нотне видання в кириличному друкарстві. 1708 р. цю друкарню і нерозпродану частину тиражу Ірмологіона єпископ Й. Шумлянський відступив братству за 2000 золотих, зобов'язавшись при цьому більше друкарень не засновувати, завдяки чому братство змогло 1709 р. випустити в світ власне видання Ірмологіону. За змістом воно тісніше пов'язане з практикою українських церковних співів, ніж значно скорочене видання єпископа Шумлянського.
1722 року новий львівський греко-католицький єпископ Атанасій Шептицький поставив вимогу, щоб братство не видавало книг без його цензури і щоб викреслило зі своїх видань все, що суперечило би богослуженню унійної церкви. Згідно з декретом Ватиканської конґреґації пропаганди віри, в 1727 році призначено комісію для «усунення єресей» з книг братства 92. 1735 року братство знову викликали на суд папського нунція до Варшави, звинувачуючи, що воно, «наперекір заборонам апостольської столиці і порушуючи закони», продавало в Луцькій єпархії неоправлені книги, «заражені схизматичними та іншими помилками, чужими й шкідливими для римської католицької церкви».
Загалом, у XVIII ст. друкарня значно звузила свою видавничу програму, обмежившись переважно перевиданням літургійних книг, проте, як і раніше, до багатьох з них додавалися світські частини: присвяти різним особам і вірші на їхні герби, «епіграми» на герб Львівського братства, передмови, в яких є повідомлення про історичні події, ремінісценції з античної літератури тощо. 1788 Львівське ставропігійське братство було скасоване австрійською владою. Друкарня Ставропігійського інституту у Львові (1790—1939) тільки формально залишалася спадкоємницею братської, оскільки її значимість в культ. житті українського народу зменшилася.
Перехід Галичини під владу Австрії (1772) не покращив становища українського книгодрукування — частішими стали видання польською, німецькою, французькою, але не українською мовою. Ринкові відносини XIX ст., які толерувала австрійська влада, поставили друкарню Ставропігійського інституту в непрості умови конкуренції з іншими друкарськими підприємствами Львова та Галичини. У 1772 р. до Львова прибув австрієць Антоній Піллер. Через рік він відкрив друкарню у будинку, що знаходився тоді у Львові за сучасною адресою вул. Личаківська, 3. Новій друкарні симпатизувала австрійська влада, яка друкувала тут укази імператора, розпорядження губернського управління. Тож невдовзі А. Піллер став «губернським друкарем його імператорської і королівської милості», а після відкриття у 1784 р. Львівського університету друкував і підручники для нього. Досить швидко друкарня Піллера стала найбільшою у Львові, випередивши за кількістю надрукованих книг друкарню Ставропігійського братства.
У братській друкарні протягом 1591—1785 вийшло у світ 206 назв книг. Видання братства користувалися попитом у Росії, Молдавії, Волощині, Трансильванії та у південних слов'ян. Окремі їх примірники потрапляли і в країни Центральної та Західної Європи, зокрема вони трапляються в бібліотеках Польщі, Чехії, Угорщини, Англії, Швеції.

### Друкарня Ставропігійського інституту

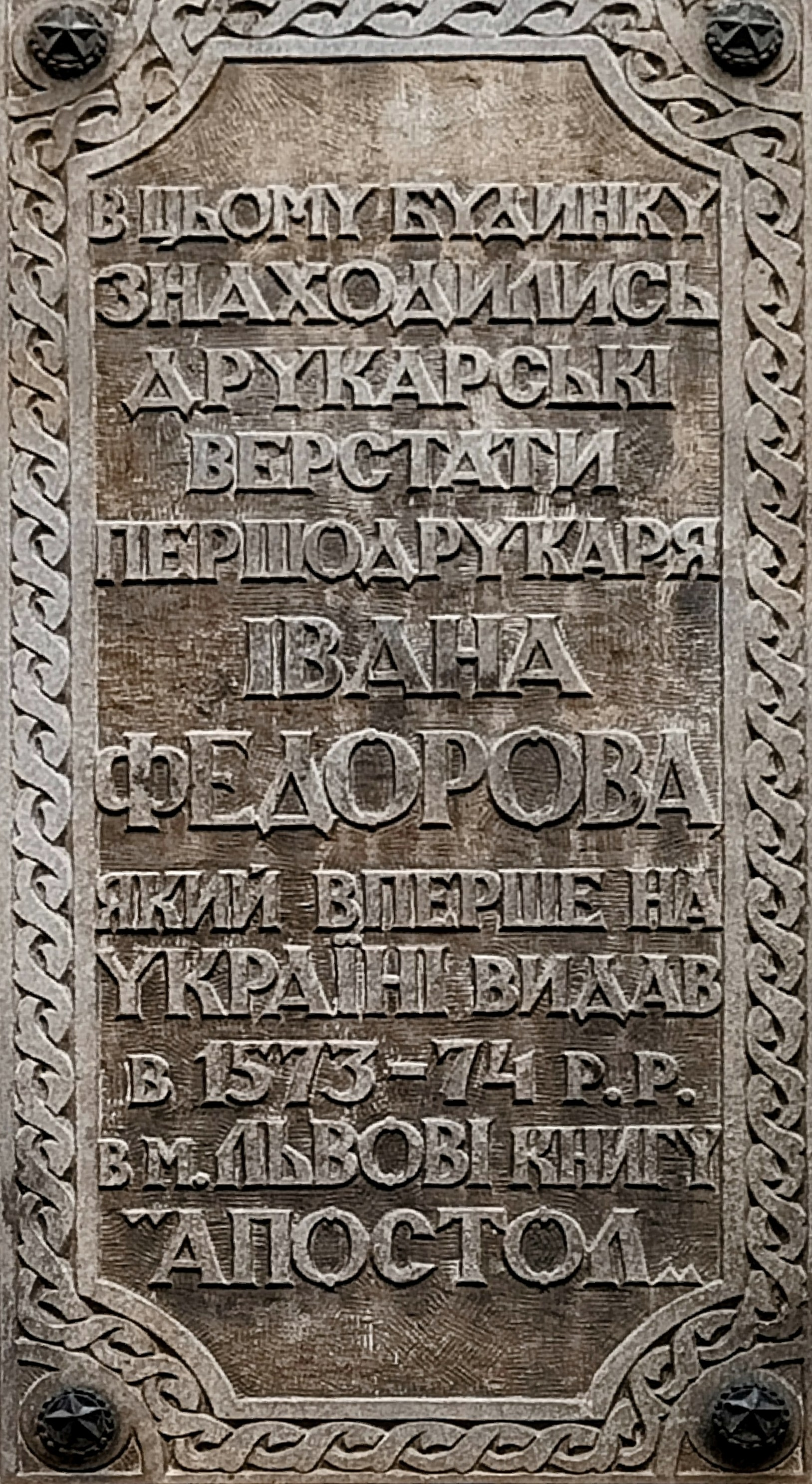
Меморіальна таблиця Івану Федорову на фасаді друкарні

1788 року імператор Йосиф II ліквідував Львівське Успенське братство, створивши замість нього Ставропігійський інститут, якому й почала належати друкарня.
Політична та ринкова ситуація для друкарні Ставропігійського інституту додатково ускладнювалась фінансовими проблемами та слабкою технічною базою. Унаслідок цього, впродовж 1796—1806 рр. друкарня не видала жодного друку. 1807 року тут було надруковано лише «Букварь языка славенскаго», а 1808 р. з-під її пресу вийшло два видання — «Літургія св. Іоанна Златоуста» і «Псалтир».
Друкарня потерпала від застарілого обладнання та невисокої якості друку. Велике реформування діяльності друкарні припало на 1830-ті рр. і пов'язане з іменем видатного історика, певний час префекта друкарні, Дениса Зубрицького. На його пропозицію було проведено генеральну ревізію, вжито заходів щодо впорядкування, збереження та використання шрифтів. Завдяки старанням Зубрицького друкарня Інституту поступово набуває характеру комерційного підприємства: укладено угоду про друк релігійних книг для православних церков на Буковині, підвищено ціни на церковні видання, що дало можливість отримати додаткові кошти для розширення видавничого асортименту та збільшення платні працівникам друкарні
У 1840-50-ті рр. налагоджено зв'язки з машинобудівними заводами та торговельними фірмами Австрії та Німеччини. У 1847 р. укладено контракт з машинобудівним підприємством Лезера і Міллера на постачання німецького і польського шрифтів, а на початку 1850-х Ставропігійський інститут та керівник друкарні Михайло Дзіковський звернувся щодо виготовлення кириличного шрифту до дирекції друкарні державної скарбниці у Відні та берлінської друкарні Е. Генеля. Тоді ж було придбано першу скородрукарську машину та обладнання для літографічної майстерні. 
Усі ці зусилля стали запорукою для покращення якості видань. Про тогочасні поліграфічні можливості друкарні свідчить каталог зразків її шрифтів та оздоблення «Cyrillisch-slawische, ruthenische, deutsche und polnische Probe-Schriften der Buchdruckerei des Lemberger gr. kath. Stauropigian-Instituts», виданий друкарнею 1849 року. Формат — 33,5 х 21 см, обсяг — 24 аркуші одностороннього друку. Дві третини змісту займають шрифтові взірці, а ще третину — зразки оздоблення.
Згідно з каталогом у спорядженні друкарні були різного кегля шрифти: кириличний, «гражданський», німецький і польський. Для кращої візуалізації переваг того чи іншого шрифту використано реальні тексти. Наприклад, кирилицею набрано п'ятдесятий псалом «Помилуй мя Боже по велицей милости твоей» та молитву до пресвятої Богородиці «Достойно есть яко воистинну ублажити тя Богородицу».
Наведені у каталозі матеріали свідчать про доволі високий для свого часу художньо-технічний потенціал друкарні. У першій половині XIX ст. її книговидавничий доробок становлять переважно архіпастирські послання, проповіді («слова»), біблійні історії, релігійно-моральні повчання, катехизми, молитовники та ієрейські молитвослови, канони. Тут друкуються основні церковно-богослужбові книги: «Літургія», «Псалтир», «Ірмологіон», «Осмогласник», «Євангеліє», «Трифологіон», а також вірші-панегірики («стихи») з приводу радісних і сумних подій. Поруч з літературою релігійного змісту, видаються букварі, граматики, словник церковнослов'янських слів, окремі літературні твори (ода Г. Державіна «Бог», вірші Рудольфа Моха, повість М. Гоголя «Тарас Бульба»), з'являються перші каталоги видань друкарні.
З 1864 року у друкарні виходить виходить часопис «Временник Ставропигійского Института», що став пресовим органом інституту.
Ставропігійський інститут був консервативною установою, тому для багатьох видань його друкарні другої половини XIX ст. характерна москвофільська спрямованість, «язичіє» чи церковнослов'янська мова.
Суспільна активність 1860—1870 рр. у Галичині, утиски української мови в Російській імперії та становлення народовського руху спричинили потребу створення суто української («руської») друкарні. Наприкінці січня 1874 р. офіційно розпочала роботу друкарня Товариства ім. Шевченка, яка орієнтувалася на «народовство» та українські національні видання.
Наприкінці XIX ст. тут була надрукована «Церковно-слов'янська абетка для старообрядницьких училищ», складена Єпіфанієм Балановичем (оскільки видання книг для старообрядців було заборонено в Росії.
На початку 1890-х років Ставропігійська друкарня була вже потужним поліграфічним підприємством. Вона мала багатий вибір церковнослов'янського, «гражданського», латинського, німецького, грецького шрифту. У 1890 р. парк обладнання налічував вже шість машин, у тому числі п'ять скородрукарських.
1891 року друкарня видала два каталоги: взірців шрифтів та оздоблення «Русскіи черенки типографіи Ставропигійского Института» та зразків її кліше «Взоры клишей типографіи Ставропигійского Института». Вони показали все багатство вибору можливих шрифтів і графічного оформлення друкованих видань.
Розділ гражданських шрифтів нараховує 102 позиції. Всього ж у каталозі представлено понад 250 зразків шрифтів. Серед декоративного матеріалу — різноманітні заставки і кінцівки у вигляді стилізованих рослинним орнаментом рамок, кутників, візерунків-плетива, а також усілякі «метелики», «квіти», «пташки», «путті», «гноми». Присутня також релігійна тематика у вигляді образів та ікон. Представлені різної конфігурації лінійки: від одинарних тонких до декорованих складними геометричними та рослинними узорами, всього 232 позиції. Розділ «Взоры орнаментов» охоплює вісім комплектів орнаментів друкарні.
Друкарня Ставропігійського інституту тісно співпрацювала з новоствореними руськими організаціями, приватними видавцями. Тут друкувались видання «Галицько-Руської Матиці», перші книжечки «Просвіти», «Изданія Общества им. М. Качковского».
Друкарня відігравала важливу роль у виданні львівських часописів. Тут друкували такі періодичні видання як «Зоря Галицка», «Вечерницѣ», «Слово», «Вістник законів і розпоряджень краєвих для Королівства Галичини і Володимириї з Великим Княжеством Краківським», «Січові Вісти», «Очаг» і десятки інших.

## Архітектура
Будівля виконана в камені, триповерхова. Фасад гладко оштукатурений, посилений контрфорсами. На порталі дати «1586-1904», над ним — ліпний герб і напис «Ставропігійсікй інститутъ'» (з помилкою). На фасаді будівлі встановлена пам'ятна дошка, що повідомляє, що тут була друкарня Івана Федоровича.
У будівлі до 1939 працювали численні громадсько-політичні установи, у тому числі Галицько-руська матиця, Ставропігійський інститут, Друкарня Ставропігійського інституту, Літературно-драматичне товариство «Муза», Руський рільничий союз, Гуртожиток руської студентської молоді, Товариство «Руське казино», Народна каса, Секція руської молоді, Руський благодійний комітет, Суспільство руських дам, Талергофський комітет.